# اشکالی نداره که حالت خوب نباشه
«اشکالی نداره که حالت خوب نباشه» (انگلیسی: OK Not to Be OK) ترانه‌ای از تهیه‌کننده موسیقی و خواننده آمریکایی مارشملو و دمی لواتو است. این ترانه در ۱۰ سپتامبر ۲۰۲۰ از طریق جوی‌تایم کالکتیو، پالیدور رکوردز و آیلند رکوردز با مشارکت جنبش پیشگیری از خودکشی امید برای روز منتشر شد.